# Šumskas
Šumskas (ryska: Шумскас) är en ort i Litauen. Den ligger i den sydöstra delen av landet, 30 km öster om huvudstaden Vilnius. Šumskas ligger 187 meter över havet och antalet invånare är 998.
Terrängen runt Šumskas är platt. Runt Šumskas är det ganska glesbefolkat, med 22 invånare per kvadratkilometer. Närmaste större samhälle är Mickūnai, 17,0 km nordväst om Šumskas. Omgivningarna runt Šumskas är en mosaik av jordbruksmark och naturlig växtlighet.